# Silent Knight (personaggio)
Silent Knight (Brian Kent) è un eroe medievale immaginario comparente nei fumetti pubblicati dalla DC Comics. Il personaggio comparve per la prima volta in The Brave and the Bold n. 1 (agosto 1955), e fu creato da Robert Kanigher ed Irv Novick. Fu uno dei personaggi storici immaginari ad essere protagonista fin dal primo numero (gli altri due furono Golden Gladiator e il Principe Vichingo).

## Biografia del personaggio
Silent Knight è un giovane uomo di nome Brian Kent, che visse nella Gran Bretagna del VI secolo. Ad un torneo, il malvagio Sir Oswald Bane uccise il padre di Brian, Sir Edwin, affermando che fosse un incidente. Prima di morire, Edwin, un signore feudale, istruì Brian sul continuare a fare rispettare le sue regole e a badare alla sua gente. Sir Oswald lo sentì e mise Brian sotto l'addestramento a cavaliere di Sir Grot, un amico di Edwin. Brian eccelse a tutte le lezioni, ma temette che Sir Oswald lo avrebbe ucciso se fosse diventato troppo bravo, così pensò di parlare di lui come brocco.
Mentre cercava un premio di Sir Oswald a forma di aquila nella Foresta Perigliosa, Brian trovò un baule con un'armatura d'argento, una spada, un elmetto rosso ed uno scudo. Si mise l'armatura e scoprì che gli andava alla perfezione. Sentì voci di alcuni viaggiatori che venivano minacciati da alcuni uomini armati di Sir Oswald, così andò in loro aiuto, sconfiggendo i soldati senza dire una parola. Quando gli fu chiesto il suo nome, rimase in silenzio per prevenire che i suoi nemici lo riconoscessero e identificassero a Sir Oswald. Così, divenne noto come "Silent Knight" (cavaliere silenzioso). Tenne l'armatura nascosta nella Foresta Perigliosa, e tenne la cosa segreta anche a Sir Grot.
Il Cavaliere combatté anche i fuorilegge ed ebbe avventure al fianco di Re Artù e dei Cavalieri della Tavola Rotonda. Incontrò anche Morgana le Fey. Lady Celia, che amava Silent Knight, non sospettò mai che lui e il noioso Brian Kent fossero la stessa persona.

### Status corrente
Silent Knight ebbe un ruolo minore durante la storia di viaggio nel tempo in All-Star Squadron n. 55. Nella miniserie Hawkman degli anni novanta, si scoprì che Brian, con la sua armatura con sopra il motivo di un'aquila, era un avatar passato del Dio-Aquila. Una retcon successiva nella serie Hawkman del 2000 implicò che era una reincarnazione di Hawkman. Tutto ciò venne confermato in Nel giorno più splendente n. 0. In Seven Soldiers: Shining Knight n. 1 (agosto 2005), ci si riferì in una didascalia a Sir Gawain come a "Silent Knight, vegliato dalla sua meravigliosa aquila". Silent Knight comparve nel n. 10 del revival della serie The Brave and the Bold, in cui assistette Superman, all'epoca viaggiatore temporale, nel distruggere un artefatto magico. Superman fu avvertito da Merlino di non permettere che niente ferisse il suo compagno d'avventura, e fu felice di sapere che il nome del suo compagno alla fine dell'avventura fosse lo stesso che lui adottò nella sua identità terrestre, Kent.

## Poteri e abilità
Silent Knight è un maestro nelle abilità del combattimento, dell'equitazione, della falconeria, dello scherma, del tiro con l'arco e della cavalleria. Nella sua storia d'origine, il talento di Brian per il combattimento con le spade gli permise di sconfiggere alcuni soldati del re. In un'altra storia, chiamata "The Sword in the Lake", Brian dimostrò una grande forza quando si tuffò nel lago con tutta l'armatura per ritrovare una collana e ritornò indietro. Mostrò anche lealtà al codice di condotta dei cavalieri, come quello di non prendere mai vantaggi contro un avversario. Per questa ragione non utilizzò mai un'arma migliore di quella dei suoi avversari.
Il rifiuto di Brian di parlare e di non permettere a nessuno di riconoscerlo gli creò qualche problema. Uno di quelli fu l'essere oggetto d'amore di Lady Celia. Lei vedeva la sua immagine pubblica come un allocco e amava solo il Cavaliere. Lei, naturalmente era del tutto ignara del fatto che Brian fosse Silent Knight, ed era una cosa difficile per Brian riuscire ad accettare la cosa.